# 寇松群島
66°46′S 141°35′E / 66.767°S 141.583°E
寇松群島是南極洲的群島，位於阿黛利地，處於德庫維特角對開海域，在1840年1月由法國探險隊發現，在1912年由澳大利亞探險隊繪入地圖。